# Kerbors
Kerbors is een gemeente in het Franse departement Côtes-d'Armor (regio Bretagne) en telt 346 inwoners (2004). De plaats maakt deel uit van het arrondissement Lannion.

## Geografie
De oppervlakte van Kerbors bedraagt 6,8 km², de bevolkingsdichtheid is 50,9 inwoners per km².
De onderstaande kaart toont de ligging van Kerbors met de belangrijkste infrastructuur en aangrenzende gemeenten.

## Demografie
Onderstaande figuur toont het verloop van het inwonertal (bron: INSEE-tellingen).

1. ↑  Populations de référence 2022.